# گاوریل ایلیزاروف
گاوریل آبراموویچ ایلیزاروف(به انگلیسی: Gavril Abramovich Ilizarov) پزشک و جراح ارتوپد در استان کورگان اتحاد جماهیر شوروی سوسیالیستی و عضو آکادمی علوم روسیه و یکی از برندگان جایزه لنین بود. شهرت او بخاطر اختراع دستگاه ایلیزاروف است که برای درمان شکستگی‌ها و کوتاهی اندام حرکتی بکار برده می‌شود.

## شرح زندگی

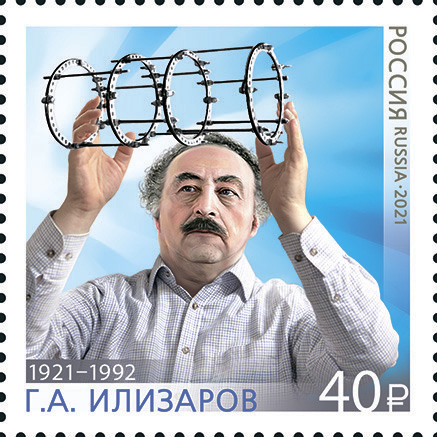
گاوریل آبراموویچ ایلیزاروف، عضو آکادمی علوم روسیه

وی در قسمت اشغال شده لهستان در یک خانواده یهودی به دنیا آمد. خانواده او به شهر قوسار در آذربایجان شوروی مهاجرت کرده و وی دوران جوانی را در آن شهر گذراند. درمدرسه پزشکی کریمه تحصیل نمود و در سال ۱۹۴۴ به بیمارستان منطقه ای کورگان در سیبری فرستاده شد و در سال ۱۹۵۵ رئیس بخش جراحی ارتوپدی شد. در سال ۱۹۷۱ مؤسسه تحقیقات بالینی و تجربی کورگان را بنیاد نهاد، مؤسسه ای که بعد از مرگش بنام مرکز علمی ایلیزاروف نامگذاری شد.

## شهرت

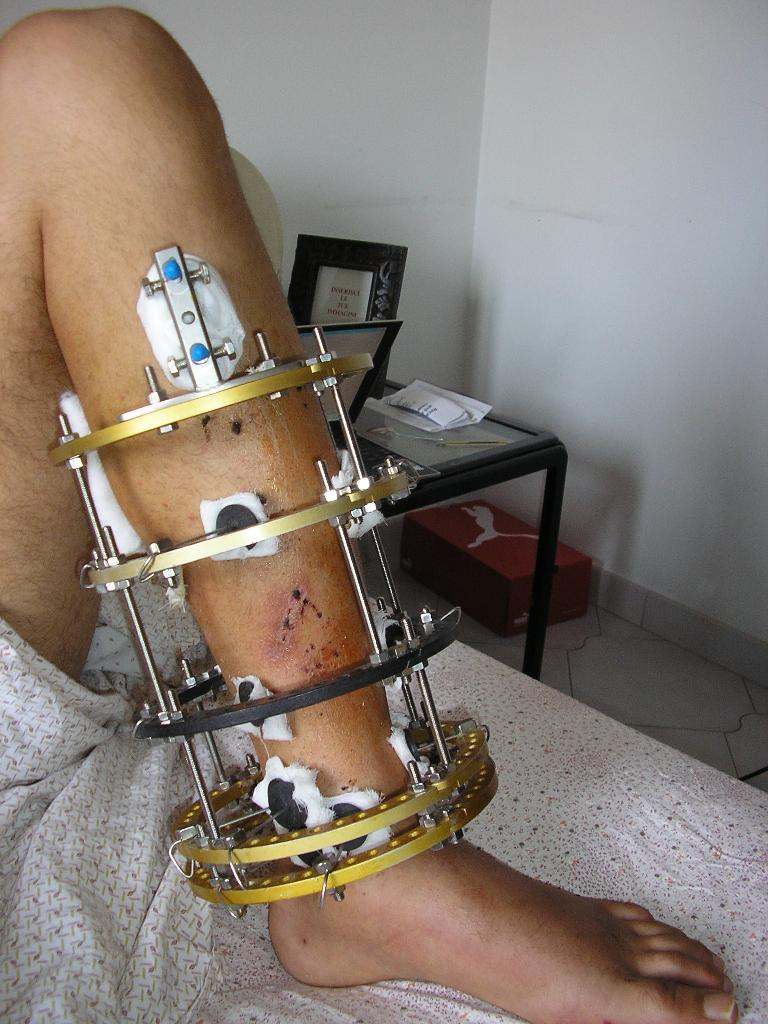
دستگاه ایلیزاروف برای بلند کردن طول ساق پا

شهرت وی بخاطر انجام مطالعات و تحقیقات بیولوژی سلولی و جوش خوردگی شکستگی‌ها و اختراع دستگاه ایلیزاروف در همین رابطه است. این دستگاه برای درمان کوتاهی‌های اندام حرکتی (دست و پا) بکار برده می‌شود. در تحقیقات بیولوژی سلولی و رشد استخوان و همچنین در درمان کوتاهی عضو، بیش از ۶۰۰ مقاله و هفت کتاب از وی باقی‌مانده‌است.
ایلیزاروف پس از جلب توجه کشورش، با درمان موفقیت آمیز جوش نخوردگی استخوان درشت نی عفونی کارلو مائوری، کوهنورد، کاشف و روزنامه نگار ایتالیایی در مطبوعات غربی ظاهر شد. پس از 10 سال درمان ناموفق، موری در مورد ایلیزاروف شنید و در نوامبر 1977 به کورگان رفت. ایلیزاروف او را در 6 ماه درمان کرد و موری او را "میکل آنژ ارتوپدی" نامید . به دلیل بهبود شگفت انگیز پایش، جراحان ارتوپد ایتالیایی ایلیزاروف را به عنوان سخنران مهمان به بیست و دومین کنفرانس AO ایتالیا در بلاجیو در ژوئن 1981 دعوت کردند. او تحت ریاست پروفسور روبرتو کاتانئو، رئیس ارتوپدی و تروماتولوژی بیمارستان عمومی لکو، سخنرانی کرد. سه سخنرانی در مورد درمان شکستگی های باز و استئومیلیت پس از سانحه و افزایش طول استخوان، و این اولین بار بود که ایلیزاروف در خارج از سرزمین مادری خود سخنرانی کرد.
ایلیزاروف در ۲۴ ژولای ۱۹۹۲ بعلت سکته قلبی درگذشت.